# Бейт-Сахур
Бейт-Саху́р (араб. بيت ساحور‎, ивр. בית סאחור‎) — город в Палестинской автономии, на территории Западного Берега Реки Иордан, в провинции Вифлеем, в исторической области Иудея, 1.5 км восточнее Вифлеема. Население 12 367 человек (2007), из которых около 80 % христиане и 20 % мусульмане. Площадь 6,9 км². Статус города получил в 1925 году. Название Бейт-Сахур с арабского означает «дом ночного бодрствования» (дословно, Бейт — дом, Сахур — вторая половина ночи), так как именно здесь, согласно христианской традиции, Ангел возвестил пастухам, содержавших на поле ночную стражу своих овец, о рождении Спасителя Христа (Лк. 2:8-18). Бейт-Сахур также в народе называют Полем Пастушков.

## Православный монастырь

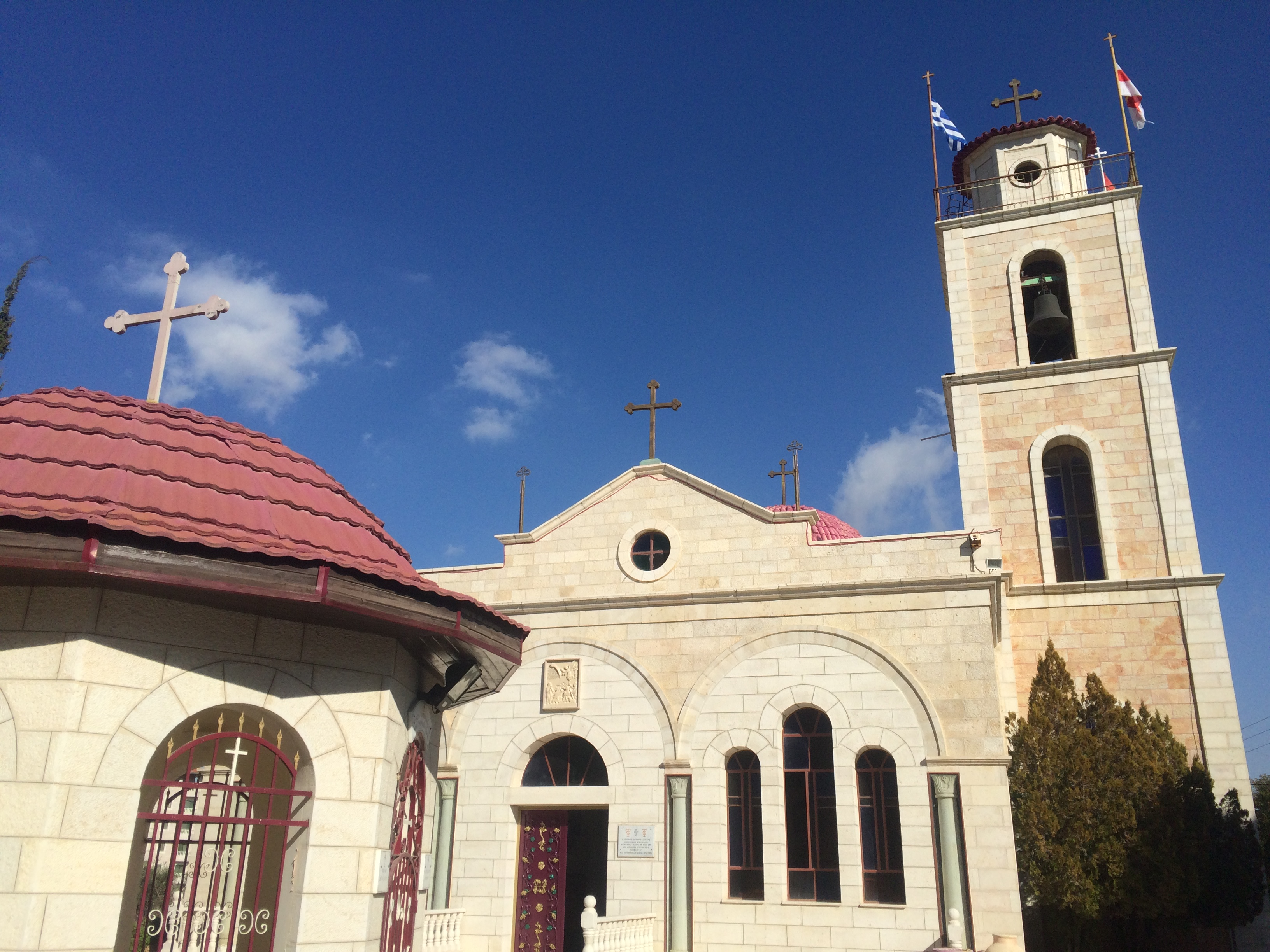
Греческий православный монастырь Пастухов

В городе находится греческий православный монастырь Пастухов, являющийся подворьем лавры Святого Саввы Освященного. Пещера, которая служила сменяющим друг друга пастухам ночлегом в Рождественскую ночь и в которой похоронены святые пастухи, удостоившиеся ангельского благовестия, в настоящее время является криптой пещерной церкви. Место захоронения пастухов обрамляют две колонны. В крипте также выставлены кости христианских мучеников, убиенных персами в 614 году. Над криптой располагается археологический музей.
В монастыре рядом с криптой находится храм «Слава в вышних Богу», строительство которого было завершено в 1989 году. Древние развалины в церковном дворе, по преданию, считаются остатками башни Гадер, упоминаемой в Ветхом Завете (Бытие. 35:21). Считается также, что здесь же было поле Вооза, на котором Руфь собирала колосья (Руфь. 2:2-3).

## Города-побратимы
- Роман-сюр-Изер (Франция, с 1995, кооперация)